# Active Server Pages
 (срп. Странице активне на серверу) представља један од језика за развијање Интернет сајтова, развијен од стране компаније Мајкрософт. Његов главни такмац на Интернет тржишту је PHP, који има ту особину да је бесплатан и слободан, док су ASP и сви производи потребни за његово коришћење комерцијални и у власништву компаније Мајкрософт. Са друге стране, Мајкрософт константно одржава и додаје нове могућности свом пакету, на тај начин га чинећи модерним, чврстим и пружајући својим клијентима сву могућу техничку подршку. Такође, Мајкрософт финансира и огроман број књига за ASP, на тај начин га чинећи још популарнијим.
Након увођења .NET технологије, Мајкрософт је и ASP прилагодио истом, тако да је последња објављена верзија ASP.NET 2.0, објављена 2005. године.
ASP је скриптни језик, као и PHP, и потребан је интерпретер на серверској страни да би могао да ради.
Пример програма написаног у ASP-у:
```
<html>

<body>

<%

   
Response
.
Write
(
@
"<h2>You can use HTML tags to format the text!</h2>"
)

%>

<%

   
Response
.
Write
(
@
"<p style=""color:#0000ff"">This text is styled with the style attribute!</p>"
)

%>

</body>

</html>

```

Као што се види, и ASP, као и PHP, се пише тако што се његов код угнијезди у код HTML-а, што знатно олакшава писање страница у којима се појављује доста команди HTML-а.
ASP код се може писати и у одвојене фајлове који се, иначе, зову код фајлови у позадини (енгл. behing files). Имају екстензију .cs (за C), vb(за Visual Basic) итд.
ASP 2.0 је обезбједио шест уграђених објеката: Application, ASPError, Request, Response, Server, and Session. Session на примјер представља cookie-базирану сесију која одржава стање промјењивид од странице до странице. Овај енџин подржавајући COM омогућује ASP web-сајту да приступи функционалностима у компајлираним библиотекама као што је DLL.